# Клосовський Олександр Вікентійович
Олександр Вікентійович Клосовський (1846 — 31 березня 1917) — перший український і російський метеоролог-геофізик, доктор фізичної географії, професор, член-кореспондент Петербурзької (Російської) академії наук, фізик, геофізик, метеоролог, кліматолог.

## Біографія
Народився в Житомирі в 1846 році. Закінчив курс фізико-математичного факультету Київського університету Святого Володимира в 1868 році. У 1869-1876 роках працював у Київській військовій гімназії і розробляв матеріали метеорологічних спостережень по місту Києву. З 1876 р. приват-доцент того ж університету. Читав лекції з метеорології та фізичної географії. У 1879 році звільнений за виступ проти реакційної частини професорів. У 1880 році перейшов на службу до Петербурга, приват-доцентом університету.
Переїхав 1881 року до Одеси, де викладав у Новоросійському університеті (сьогодні — Одеський національний університет імені І. І. Мечникова) й досяг основних своїх успіхів як науковець. Обіймав посаду штатного доцента фізичної географії. У 1882 році, за ґрунтовний огляд метеорологічних досліджень у праці «Новітні успіхи метеорології», здобуває ступінь магістра фізичної географії та затверджений доцентом. В 1884 отримав ступінь доктора фізичної географії із захисту дисертації «Грози в Росії» (ця робота визнана гідною золотої медалі Імператорського Російського географічного товариства і золотої медалі графа Толстого від Імператорської академії наук). У 1884 році обраний екстраординарним, у 1886 — призначений ординарним професором Новоросійського університету. У 1893 році одержав від географічного товариства велику золоту медаль графа Ф. П. Літке.
З 1905 року працює в Санкт-Петербурзькому університеті й водночас викладає геофізику на кафедрі фізики Вищих жіночих курсів.

## Метеорологічна мережа
Після переходу до Одеси Клосовський віддався праці з організації обласної метеорологічної мережі, названої ним «Мережею південно-західної Росії», що обіймає головним чином губернії: Бессарабську, Херсонську, Таврійську, південні частини Київської і Подільської, крім того, у нього є кореспонденти і в багатьох інших губерніях. Станції головним чином дощовимірювальні, грозові, що спостерігають за висотою снігу та ведуть докладний і короткий сільськогосподарський щоденник. Мережа південно-західної Росії була найгустішою в Росії, вона налічувала більше ніж 1700 спостережних станцій. Для організації мережі та обробки її спостережень Клосовському довелося витратити дуже багато зусиль, необхідні були особисті та письмові зносини з спостерігачами, з урядовими, земськими і міськими установами (для отримання грошових коштів), популярні статті, публічні лекції тощо. Видання мережі (6 томів) — «Метеорологічний Огляд. Праці метеорологічної мережі південно-західної Росії». У ньому міститься обробка спостережень, статті Клосовського та інших осіб. Особливо важливими були дослідження гроз і граду. Під керівництвом Олександра Вікентійовича побудована нова метеорологічна обсерваторія Новоросійського університету, на Малому Фонтані, поблизу Одеси, забезпечена багатьма самописними інструментами і відкрита в 1894 році.

## Наукові праці

Перше видання «Основ Метеорології», 1910 рік

Друге видання «Основ Метеорології», 1914 рік

Сфера наукових досліджень: метеорологія та кліматологія. Ініціатор застосування математичних та експериментальних методів у метеорології. Автор фундаментальних праць з кліматології Росії та України, погодного режиму, температури і солоності вод Чорного моря. Створив скорочений курс метеорології для вишів, а також підручники з геофізики та фізичної географії. Редактори-видавець праць організованої мережі метеостанцій «Метеорологічний огляд» (19 випусків, 1887—1909), а також «Літописів Магнітно-метеорологічної обсерваторії Новоросійського університету» (11 томів, 1894—1906).
1. (рос.) Климатические особенности Одессы. — О., 1883.
2. (рос.) Климат Киева по наблюдениям Метеорологической обсерватории Университета Св Владимира. — О., 1898.
3. (рос.) Материалы для климатологии Юго-Запада России. — О., 1913.
4. (рос.) Современное состояние вопроса о предсказании погоды. — О., 1913.
5. (рос.)Основы метеорологии. — О., 1918.

Статті з видання «Метеорологічний Огляд. Праці метеорологічної мережі південно-західної Росії»:
- «Поширення морозу в 1888 році»
- «Сильні вітри і бурі на сході Чорного моря»
- «Середня сила вітру»
- «Головні моменти в історії фізичного землеробства»
- «Клімат Одеси»

З інших праць О. В. Клосовського з метеорології:
- «Хід метеорологічних елементів в Києві»
- «Новітні успіхи метеорології»
- «Опади південного заходу Росії, їх розподіл і прогноз» (тут зазначена важливість циклонів в Угорщині та на Балканському півострові для опадів на півдні Росії, а також і те, що вони звичайно не падають при дуже низькому тиску повітря)
- «Про організацію фізико-географічних досліджень на південному заході Росії»
- «Distribution des orages a la surface du globe»
- «Climat d'Odessa»

З праць О. В. Клосовського по гідрографії:
- «Про коливаннях температури і щільності морської води поблизу Одеси»
- «Коливання рівня і температури в береговій смузі Чорного і Азовського морів»

Крім того, Олександр Вікентійович помістив багато статей в «Записках Новоросійського університету», «Працях Новоросійського товариства дослідників природи», «Метеорологічному Віснику» тощо.

## Нагороди
- Золота медаль Імператорського Російського географічного товариства.
- Золота медаль графа Толстого від Імператорської академії наук.
- Велика золота медаль графа Літке від Імператорського Російського географічного товариства.

## Вшанування пам'яті
На честь Олександра Клосовського названа вулиця в місті Житомирі. 